# Hahnroda
Hahnroda ist eine Kleinsiedlung im Wartburgkreis in Thüringen. Sie gehört zum Stadtteil Buchenau der Stadt Amt Creuzburg.

## Lage
Der Ort befindet sich 3,2 Kilometer westlich von Mihla. Die steinige Hochfläche der Nordmannsteine wird im Norden durch einen bewaldeten Steilhang zum Werratal begrenzt, der heute als Naturschutzgebiet Lienig von Bedeutung ist. Nach Osten und Süden begrenzt der Steingraben die Flur des Ortes, nach Westen der Talrand das Naturschutzgebiet Klosterholz mit dem Steinbruchgelände Nordmannsteine. Über den Hahnrodaer Weg ist die Siedlung von Buchenau aus verkehrsmäßig erschlossen. Die geographische Höhe des Ortes beträgt 245 m ü. NN.

## Geschichte
Im März 1484 wurde der ursprüngliche Einzelhof erstmals urkundlich erwähnt. Es handelt sich bei Hahnroda und den in den 1960er Jahren aufgegebenen Höfen Mihlberg und Sorga um spätmittelalterliche Rodungssiedlungen im Werratal zwischen Creuzburg und Mihla. Die historische Bindung zur Stadt Creuzburg – zunächst begründet durch das dortige St.-Nikolai-Kloster als Grundherr – blieb auch nach der Klosteraufhebung erhalten, der Ort gehörte dann zum Amt Creuzburg. Die Höfe waren nach Creuzburg eingepfarrt und eingeschult. Noch 1879 bestand der Ort Hahnroda aus nur einem Wohnhaus mit 18 Einwohnern. Im Jahr 1922 kam Hahnroda mit anderen Orten der Gemeinde Ebenau nach Creuzburg, ab 1925 gehörte es zu Buchenau, mit dem es 1994 zu einem Ortsteil von Mihla und Ende 2019 von Amt Creuzburg wurde.